# Bicas
Bicas là một đô thị thuộc bang Minas Gerais, Brasil. Đô thị này có diện tích 139,538 km², dân số năm 2007 là 13638 người, mật độ 99,9 người/km².